# Necrose pulpar
No campo da saúde , na área da odontologia, necrose pulpar é um tipo específico de necrose localizada na polpa do elemento dentário. Refere-se a um conjunto de alterações morfofisiológicas que se seguem à morte celular da polpa dentária, ou seja, é a falência de todo sistema vascular e nervoso que garante a vitalidade ao dente. 
O dente é formado por três tecidos ou estruturas dentais: esmalte, dentina e polpa. O esmalte é um tecido extremamente rígido (o tecido mais duro que existe no corpo humano), e o que confere esta dureza ao mesmo são os 97% de sais inorgânicos que o constituem (fosfato tricálcico, sais de sódio, potássio, carbonato de cálcio.). Está localizado exclusivamente na coroa dentária. A dentina é um tecido conjuntivo mineralizado localizado logo abaixo do esmalte e que forma a câmara pulpar. A dentina é responsável pela coloração do dente. A polpa é um tecido conjuntivo não mineralizado que ocupa a parte central do dente, é ricamente inervada e vascularizada, cuja função principal é a vascularização, nutrição e oxigenação das células, mantendo a vitalidade da dentina, e consequentemente do dente. A polpa e a dentina formam um único complexo, pois estão intimamente relacionados morfo e fisiologicamente. A polpa é parte viva do dente.

## Etiologia
A Necrose Pulpar baseia-se de uma evolução de um processo inflamatório na polpa (pulpite irreversível), levando o tecido pulpar a um processo de compressão física e a um estrangulamento do fluxo vascular, devido principalmente ao seu limitado espaço da câmara pulpar, causando principalmente a isquemia e consequentemente a morte do tecido pulpar.
As principais causas (BERGENHOLTZ 2006)que levam a uma necrose pulpar são:

### Cárie
A principal causa das alterações pulpares é a cárie. A cárie atua de forma bacteriana com um ataque ácido desmineralizando os tecidos dentais (esmalte, dentina e cemento) chegando até a polpa. Os ácidos da placa dissolvem a superfície esmaltada e criam orifícios nos dentes (cáries). As cáries normalmente não provocam dor, a não ser que cresçam muito e afetem os nervos ou causem uma fratura no dente. Se não forem tratadas, um abscesso dentário poderá se desenvolver. As cáries não tratadas também destroem as estruturas internas do dente (polpa) e terminam causando sua perda.

### Choques mecânicos
Acidente traumático, lutas, brigas, práticas esportivas, iatrogenia, atrição, abrasão.

### Irritação Química
Uso de drogas, nitrato de prata, fenol, timol, materiais de restauração, resina.

### Injúria Térmica
Exposição ao calor em processos de restauração mal isolada.

### Idade
Em decorrência de suas peculiaridades, a polpa dental está sujeita a alterações com a idade. O sistema vascular é grandemente afetado com a idade. Ocorre calcificação dos vasos, especialmente daqueles da porção radicular. Em dentes de pessoas idosas persistem somente os vasos de grande calibre assim mesmo apresentando calcificações em suas paredes. Ocorrendo diminuição do volume pulpar com a idade, os vasos ficam localizados na porção central, enquanto que os vasos periféricos quase que desaparecem. As arteríolas começam a apresentar hiperplasia da íntima, com diminuição da luz do vaso, semelhante à arteriosclerose.

## Procedimentos para o diagnóstico
O diagnóstico é complexo e depende de exames complementares, uma vez que a anamnese se baseia na percepção do paciente de sua dor, que tem caráter individual e subjetivo (Claes Reit, 2006), além da anamnese a precisão diagnóstica depende do exame clínico e exames radiográficos.

### Anamnese
São fatores a serem considerados durante esta fase do diagnóstico:
Queixa principal do paciente;
Doença dental existente;
História dental;
História médica.

### Exame clínico
O exame clínico deverá verificar:
Avaliação estrutural e morfológica e anatômica da:
Coroa dental;
Polpa coronária;
Polpa radicular;
Tecidos periapicais.

### Exame radiográfico
O exame radiográfico deverá envolver não somente a estrutura do dente como seus anexos também, sendo observados:
Áreas de desmineralização do elemento dentário(imagem radiolúcida);
Estruturas danificadas;
Fraturas;
Reabsorção óssea;
Espaço periodontal.

## Diagnóstico
Somente a análise conjunta com interpretação adequada de todos estes fatores permitem diferenciar os seguintes  diagnósticos precisamente:

### Polpa sana
Quando não há comprometimento da estrutura pulpar do elemento dentário.

### Pulpite
Processo inflamatório reversível.

### Necrose Pulpar
Dano irreversível, caracterizado pela morte do tecido pulpar.

## Tratamento
A conduta terapêutica adotada depende do diagnóstico, podendo ser:

### Capeamento pulpar
considerado eficiente para pequenas exposições imediatas da polpa dentária, o método consiste em recobrir a área exposta com material adequado e observar os sintomas antes de uma restauração definitiva.

### Pulpotomia
Substantivo feminino [Odontologia]. Remoção da porção coronal da polpa de um dente, de tal maneira que a polpa da raiz fique com o filete nervoso conservado.

### Pulpectomia
Pulpectomia: É remoção total da porção tanto coronária, quanto radicular, sendo biopulpectomia se a polpa estiver viva ou necropulpectomia se estiver "morta'.